# Oplonia grandiflora
Oplonia grandiflora är en akantusväxtart som först beskrevs av Gustav Lindau, och fick sitt nu gällande namn av William Thomas Stearn. Oplonia grandiflora ingår i släktet Oplonia och familjen akantusväxter. Inga underarter finns listade i Catalogue of Life.